# Fonseca Atlético Clube
El Fonseca Atlético Clube es un equipo polideportivo de la ciudad de Niterói en Río de Janeiro.

## Historia
Fue fundado el 12 de octubre de 1917 en el barrio de Fonseca de la ciudad de Niterói en el estado de Río de Janeiro por un grupo de comerciantes locales y fue el pionero de equipos de fútbol en el municipio pasando sus primeros diez años de vida en las divisiones aficionadas.
En 1925 participa por primera vez en el Campeonato Fluminense, la desaparecida primera división del estado de Río de Janeiro, liga que disputó 23 temporadas, teniendo sus mejores años en la década de los años 1960.
En 1959 es campeón fluminense por primera vez, obteniendo la clasificación al Campeonato Brasileño de Serie A de 1960, la primera división nacional conocida en esos años como Taça Brasil, en donde fue eliminado en la primera ronda por el gigante estatal Fluminense FC por marcador de 0-11 finalizando en el lugar 16 entre 17 equipos.
Ese año obtienen el bicampeonato estatal, por lo que participan nuevamente en el Campeonato Brasileño de Serie A de 1961, donde volvió a ser eliminado en la primera ronda, esta vez por el America RJ con marcador de 0-3 finalizando en el lugar 14 entre 18 equipos.
En 1962 es campeón fluminense por tercera ocasión, con lo que logra clasificar al Campeonato Brasileño de Serie A por tercera ocasión, donde vuelve a ser eliminado en la primera ronda, esta vez por el Rio Branco Atlético Clube del estado de Espírito Santo con marcador de 1-3, siendo este el primer rival que tuvo en el Brasilierao que no perteneciera al estado de Río de Janeiro, finalizando en el lugar 16 entre 20 equipos.
Ese fue su último año en el Campeonato Fluminense, pasando a jugar principalmente en las divisiones municipales, donde fue campeón municipal en once ocasiones, la mayor parte de ellas en los años 1960.
El club cerró su sección de fútbol en 1965 por problemas financieros, aunque la institución continúa existiendo en otras secciones deportivas como natación, jiu-jitsu y capoeira. Pasa a la historia al ser le único equipo del estado de Río de Janeiro que jugó en el Campeonato Brasileño de Serie A y que nunca jugó el Campeonato Carioca.
Actualmente es un club social.

## Palmarés
- Campeonato Fluminense: 3

1959, 1960, 1962
- Campeonato Fluminense Segunda División: 2

1924, 1925
- - Campeonato Intermunicipal Niteroi/Sao Gonçalo: 2

1958, 1959
- Campeonato Niteroiense: 11

1937, 1939, 1950, 1953, 1954, 1955, 1957, 1959, 1960, 1961, 1962
- Torneo Inicio de Niteroi: 4

1954, 1958, 1959, 1961

## Jugadores

### Jugadores destacados
- Orlando Peçanha, jugó para Brasil en Suecia 1958 y Chile 1962